# عبد الرحمن ناصر
عبد الرحمن ناصر (مواليد 16 فبراير 1991، لاعب كرة قدم قطري من أصول يمنية يجيد اللعب في مركز الدفاع.
لعب سابقاً مع نادي السد ونادي معيذر .
هو شقيق اللاعبين علي ناصر وسعود ناصر و عماد ناصر .

## روابط خارجية
- عبد الرحمن ناصر على موقع Soccerway.com (الإنجليزية)